# Aleksandr Chorosjilov
Aleksandr Chorosjilov (Jelizovo, 16 februari 1984) is een Russisch alpineskiër. Hij vertegenwoordigde zijn vaderland viermaal op de Olympische Winterspelen.

## Carrière
Chorosjilov maakte zijn wereldbekerdebuut in december 2004 in Val Gardena. In 2006 nam Chorosjilov deel aan de Olympische Winterspelen in Turijn. Als beste resultaat liet hij een 22e plaats optekenen in de combinatie. In datzelfde nummer eindigde hij 10e tijdens de Wereldkampioenschappen alpineskiën 2009 in Val-d'Isère. 
In 2010 kon Chorosjilov zich een tweede maal kwalificeren voor de Olympische Winterspelen: in Vancouver eindigde hij 21e op de Supercombinatie en 23e op de Slalom. Tijdens de Olympische Winterspelen van 2014 in Sotsji eindigde hij 14e op de Slalom en 30e op Supercombinatie. 
Op 27 januari 2015 behaalde Chorosjilov zijn eerste overwinning in een wereldbekerwedstrijd dankzij winst tijdens de slalom in Schladming. Mede door dit resultaat eindigde Chorosjilov ook op de 3e plaats in eindklassement van de wereldbeker alpineskiën 2014/2015 in de slalom.

## Resultaten

### Olympische Winterspelen
| Jaar | Plaats      | Resultaten                                                               |
| ---- | ----------- | ------------------------------------------------------------------------ |
| 2006 | Turijn      | 22e Combinatie 38e Afdaling 41e Super-G DNF1 Slalom                      |
| 2010 | Vancouver   | 21e Supercombinatie 23e Slalom 28e Super-G 38e Reuzenslalom 45e Afdaling |
| 2014 | Sotsji      | 14e Slalom 30e Supercombinatie                                           |
| 2018 | Pyeongchang | 17e Slalom                                                               |

### Wereldkampioenschappen
| Jaar | Plaats            | Resultaten                                                                |
| ---- | ----------------- | ------------------------------------------------------------------------- |
| 2005 | Bormio            | DNF Combinatie DNF1 Afdaling DNS1 Slalom                                  |
| 2007 | Åre               | 31e Reuzenslalom 43e Afdaling 43 Super-G DNF Super-Combinatie DSQ1 Slalom |
| 2009 | Val-d'Isère       | 10e Supercombinatie 12eSlalom 30e Super-G DNF1 Reuzenslalom               |
| 2011 | Garmisch-P.       | 53e Reuzenslalom DNF1 Super-G DNF1 Slalom                                 |
| 2013 | Schladming        | 23e Supercombinatie DNF1 Slalom                                           |
| 2015 | Vail/Beaver Creek | 8e Slalom                                                                 |
| 2017 | Sankt Moritz      | 5e Slalom                                                                 |
| 2019 | Åre               | 15e Slalom                                                                |

### Wereldbeker
Eindklasseringen
| Seizoen   | Algm | SL    | SG  | SC  | CE  |
| --------- | ---- | ----- | --- | --- | --- |
| 2005/2006 | 101e | -     | –   | 24e | -   |
| 2007/2008 | 102e | -     | –   | 31e | -   |
| 2008/2009 | 89e  | 69e   | –   | 17e | –   |
| 2009/2010 | 117e | 60e   | 58e | 38e | –   |
| 2010/2011 | 132e | 54e   | –   | 47e | –   |
| 2011/2012 | 100e | 38e   | –   | –   | 9e  |
| 2012/2013 | 73e  | 26e   | –   | 28e | 13e |
| 2013/2014 | 57e  | 19e   | -   | 22e | –   |
| 2014/2015 | 13e  | Brons | –   | -   | –   |
| 2015/2016 | 27e  | 5e    | –   | -   | -   |
| 2016/2017 | 19e  | 6e    | –   | -   | -   |
| 2017/2018 | 91e  | 29e   | –   | -   | -   |
| 2018/2019 | 83e  | 27e   | –   | -   | -   |
| 2019/2020 | 40e  | 10e   | -   | -   | -   |

Wereldbekerzeges
| Datum           | Plaats     | Onderdeel |
| --------------- | ---------- | --------- |
| 27 januari 2015 | Schladming | Slalom    |